# 문예지

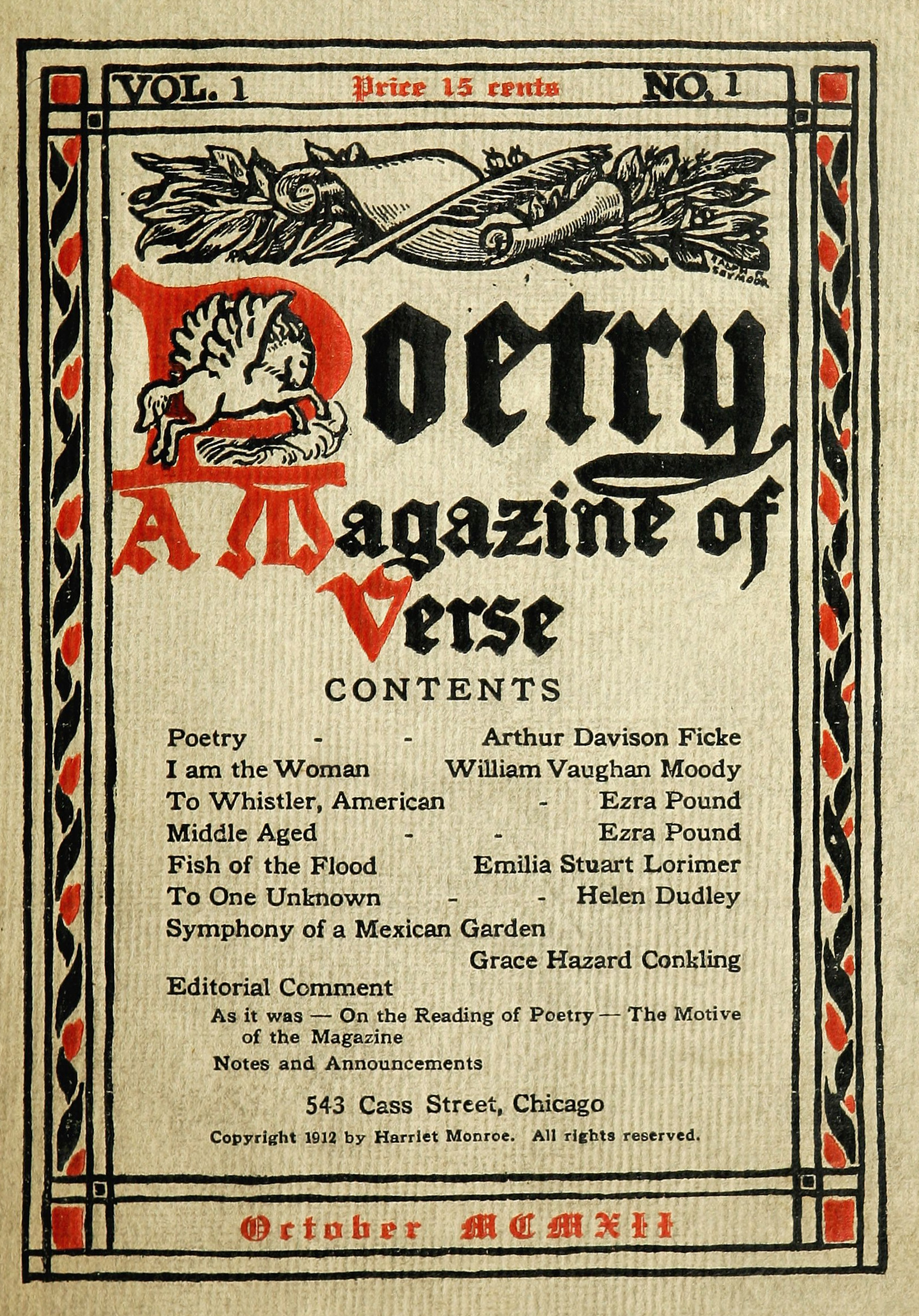
1912년에 발행된 포에트리 잡지 창간호 표지.

문예지(文藝紙)는 넓은 의미의 문학에 전념하는 정기간행물이다. 문예지는 대개 단편 소설, 시, 수필과 함께 문학평론, 서평, 작가들의 전기적 프로필, 인터뷰 및 서신을 싣는다. 문예지는 문학 저널 또는 리틀 매거진이라고 불리며, 이는 대규모 상업 잡지와 대조하기 위한 용어이다.

## 역사
누벨 드 라 레퓌블리크 데 레트르는 1684년 프랑스에서 피에르 벨에 의해 창간된 최초의 문예지로 평가된다. 19세기 초에는 문예지가 보편화되었는데, 이는 당시 출판되던 책, 잡지, 학술 저널의 전반적인 증가와 일치한다. 영국에서는 비평가인 프랜시스 제프리, 헨리 브로엄, 시드니 스미스가 1802년에 에딘버러 리뷰를 창간했다. 이 시기의 다른 영국 비평지로는 웨스트민스터 리뷰 (1824년), 스펙테이터 (1828년), 아테나이움 (1828년)이 있었다. 미국에서는 초기 저널로 필라델피아 리터러리 매거진 (1803–1808년), 먼슬리 앤솔로지 (1803–11년) (이는 노스 아메리칸 리뷰가 되었다), 예일 리뷰 (1819년 창간), 더 양키 (1828–1829년) 더 니커보커 (1833–1865년), 다이얼 (1840–44년), 뉴올리언스 기반의 드 보우 리뷰 (1846–80년)가 있었다. 몇몇 저명한 문예지가 사우스캐롤라이나주 찰스턴에서 발행되었는데, 여기에는 더 서던 리뷰 (1828–32년)와 러셀스 매거진 (1857–60년)이 포함된다. 19세기 캐나다에서 가장 저명한 문예지는 몬트리올 기반의 리터러리 갈랜드였다.
1815년에 창간된 노스 아메리칸 리뷰는 미국에서 가장 오래된 문예지이다. 그러나 이 잡지는 제2차 세계 대전 중에 발행이 중단되었고, 예일 리뷰 (1819년 창간)는 중단되지 않았다. 따라서 예일 저널이 연속으로 발행된 가장 오래된 문예지이다. 1889년에 시작된 포엣 로어는 시에 헌정된 가장 오래된 저널로 간주된다. 세기말에 이르러 문예지는 세계 여러 지역에서 지적 생활의 중요한 특징이 되었다. 아랍 세계의 가장 주목할 만한 19세기 문예지 중 하나는 알-우르와 알-우트카였다.
20세기 초에 시작된 문예지 중에는 포에트리 잡지가 있다. 1912년에 창간된 이 잡지는 T. S. 엘리엇의 첫 시인 "J. 앨프레드 프루프록의 사랑 노래"를 실었다. 또 다른 잡지로는 1906년부터 1919년까지 발행된 벨먼이 있었는데, 윌리엄 크로웰 에드거가 편집했으며 미네소타주 미니애폴리스에 기반을 두었다. 20세기 초의 다른 중요한 문예지로는 더 타임스 리터러리 서플리먼트 (1902년), 사우스웨스트 리뷰 (1915년), 버지니아 쿼터리 리뷰 (1925년), 월드 리터러처 투데이 (1927년 <미국 책>으로 창간되어 1977년 현재 이름으로 변경), 서던 리뷰 (1935년), 뉴 레터스 (1935년)가 있다. 시와니 리뷰는 1892년에 창간되었지만, 1944년에 편집장이 된 앨런 테이트 덕분에 크게 유명해졌다.
20세기 후반에 가장 영향력 있는, 하지만 근본적으로 달랐던 두 저널은 케니언 리뷰 (KR)와 파티잔 리뷰였다. 존 크로 랜섬이 편집한 케니언 리뷰는 소위 신비평을 지지했다. 그 플랫폼은 명백히 비정치적이었다. 랜섬은 남부 출신이었고 그 지역 작가들을 출판했지만, KR은 뉴욕 기반 및 국제 작가들도 많이 출판했다. 파티잔 리뷰는 처음에는 미국 공산당 및 존 리드 클럽과 연관되었으나, 곧 당과의 관계를 끊었다. 그럼에도 불구하고 정치는 그 특성의 중심에 남아 있었고, 동시에 중요한 문학 및 비평을 출판했다.
20세기 중반에는 문학 잡지의 수가 급증했는데, 이는 소규모 출판사의 부상과 일치한다. 이 시기에 시작된 중요한 저널 중에는 1951년 영국에서 발행되기 시작한 님부스: 문학, 예술 및 새로운 사상 잡지, 1953년에 창간된 파리 리뷰, 1959년에 창간된 매사추세츠 리뷰와 포에트리 노스웨스트, 1959년부터 1962년까지 발행된 X 매거진, 1965년에 시작된 덴버 쿼터리가 있다. 1970년대에는 문예지의 수가 다시 급증하여, 컬럼비아: 문학 및 예술 저널, 플라우셰어스, 아이오와 리뷰, 그랜타, 아그니, 미주리 리뷰, 뉴잉글랜드 리뷰를 포함한 많은 저명한 저널들이 이 10년 동안 시작되었다. 최근 몇 년 동안 높은 평가를 받는 다른 인쇄 잡지로는 더 스리페니 리뷰, 조지아 리뷰, 어센트, 셰넌도어, 그린즈버러 리뷰, ZYZZYVA, 글리머 트레인, 틴 하우스, 하프 미스틱 저널, 캐나다 잡지 브릭, 호주 잡지 히트, 그리고 조트로프: 올-스토리가 있다. 스티브 아몬드, 제이콥 M. 아펠, 스티븐 딕슨과 같은 일부 단편 소설가들은 주로 문예지 출판을 통해 미국에서 전국적인 명성을 쌓았다.
소규모 잡지 편집자 및 출판사 위원회(COSMEP)는 1968년 리처드 모리스에 의해 설립되었다. 이는 소규모 출판사의 에너지를 조직화하려는 시도였다. 더스트북 출판사의 편집자이자 설립자인 렌 풀턴은 1970년대 중반에 이 소규모 잡지들과 그 편집자들의 첫 실제 목록을 수집하여 출판했다. 이는 시인들이 자신의 작품에 가장 적합한 출판물을 선택할 수 있게 해주었으며, 이 독립 출판사들의 활력은 미국 예술 진흥기금을 포함한 더 큰 공동체에 의해 인정받았다. 미국 예술 진흥기금은 이 급증하는 출판사 그룹을 지원하기 위해 문예지 조정 협의회(CCLM)라는 위원회를 만들었다. 이 조직은 문예지 및 출판사 협의회 (CLMP)로 발전했다.
푸시카트 상과 오 헨리 상을 포함하여 문예지에 게재된 작품에 대한 많은 권위 있는 상이 존재한다. 문예지는 또한 매년 발행되는 베스트 아메리칸 단편 소설과 베스트 아메리칸 에세이 권의 많은 작품들을 제공한다.

## 아르헨티나 문예지 전통

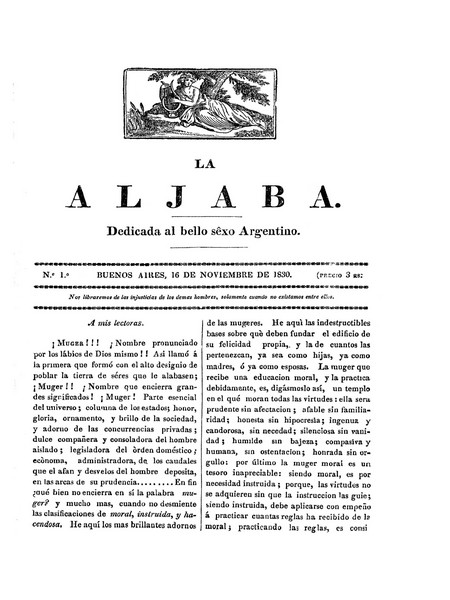
라 알하바 (1830년) 초판본. 라틴 아메리카 여성에 의해, 여성을 위해 발행된 최초의 잡지이자 세계 최초의 잡지 중 하나이다. 또한, 아르헨티나 최초의 문예지이기도 하다.

아르헨티나에서는 문예지가 역사 전반에 걸쳐 사회적, 정치적 논의에 깊은 영향을 미쳤다. 아르헨티나 최초의 문예지는 1830년에 창간된 라 알하바였는데, 이는 또한 세계 최초로 여성에 의해, 여성을 위해 발행된 잡지 중 하나이기도 했다. 1837년, 아르헨티나 헌법의 주요 사상가인 후안 바우티스타 알베르디는 그의 문예지인 라 모다를 창간했다. 1837년 세대 (낭만주의와 정치적 자유주의와 같은 유럽의 새로운 예술적 경향을 아르헨티나에 가져온 운동)의 여러 구성원들이 그곳에 글을 게재했다.
1924년, 모더니즘 작가들은 마르틴 피에로를 창간했다 (이 잡지의 이름은 호세 에르난데스의 서사시 마르틴 피에로에서 따왔다). 이 잡지는 울트라주의의 큰 영향을 받아 아르헨티나 아방가르드의 발전에 핵심적인 역할을 했다. 20세기 초 아르헨티나의 가장 중요한 작가들 중 다수가 마르틴 피에로에 글을 게재했는데, 올리베리오 히론도, 빅토리아 오캄포, 리카르도 귀랄데스, 레오폴도 마레찰, 그리고 가장 중요하게는 호르헤 루이스 보르헤스가 있었다. 1931년, 마르틴 피에로의 전 구성원들이 수르를 창간했다. 이곳에는 보르헤스, 아돌포 비오이 카사레스, 에르네스토 사바토와 같은 가장 관련성 있는 아르헨티나 작가들뿐만 아니라 가브리엘 가르시아 마르케스, 파블로 네루다, 옥타비오 파스와 같은 다른 나라의 저명한 작가들도 글을 게재했다. 수르 잡지는 이전 잡지와 동일한 예술적 가치를 공유했으며, 페론주의와 나치즘에 강력히 반대하여 정치적으로 더욱 관련성이 깊었다. 엘 알레프, 틀뢴, 우크바르, 오르비스 테르티우스, 원형의 폐허와 같은 보르헤스의 가장 훌륭한 이야기들 중 다수가 원래 수르에 실렸다.
1953년, 이스마엘 비냐스는 공산주의와 실존주의와 관련된 혁신적인 잡지 콘토르노를 창간했으며, 이곳에는 작가 다비드 비냐스, 사회학자 후안 호세 세브렐리, 철학자 레온 로지치너 등이 글을 게재했다.
1988년, 마르틴 카파로스와 호르헤 도리오가 바벨. 레비스타 데 리브로스를 창간했다. 이 잡지는 아르헨티나 마지막 독재 이후 다양한 문학적 목소리를 회복하고 실험적인 형식을 추진하고자 했다.
21세기에는 인쇄 잡지가 쇠퇴했지만, 레비스타 Ñ와 같은 온라인 문예지가 번성하고 있다.

## 온라인 문예지
1984년에 창간된 스위프트커런트는 최초의 온라인 문예지였다. 이는 문학 출판물이라기보다는 문학 작품의 데이터베이스에 가까웠다. 1995년, 미시시피 리뷰는 완전히 온라인으로 된 호를 발행한 최초의 대형 문예지였다. 1998년에는 펜스(Fence)와 티머시 맥스위니스 쿼터리 컨선(Timothy McSweeney's Quarterly Concern)이 발행되어 빠르게 독자층을 확보했다. 1996년경부터 문예지가 온라인에서 더욱 정기적으로 나타나기 시작했다. 처음에는 일부 작가와 독자들이 온라인 문예지를 인쇄물에 비해 질이나 명성이 떨어진다고 일축했으며, 다른 이들은 이를 적절한 잡지가 아니라 이진(ezine)이라고 말했다. 그러나 그 이후로 많은 작가와 독자들이 온라인 문예지를 독립 문학 저널 진화의 다음 단계로 받아들였다.
수천 개의 다른 온라인 문학 출판물이 있으며, 이 상대적으로 새로운 출판 매체의 품질과 전반적인 영향을 판단하기는 어렵다.

## 리틀 매거진
리틀 매거진, 또는 "소규모 잡지"는 종종 실험 문학과 비교적 알려지지 않은 작가들의 비순응적 글을 출판하는 문예지이다. 일반적으로 독자층이 적고, 재정적으로 불안정하거나 비상업적이며, 불규칙적으로 발행되었고, 예술적 혁신을 선보였다.

## 같이 보기
- 서사적 논픽션
- 단편 소설
- 앤솔러지
- 시 (문학)
- 논픽션